# Apanthuroides mediterranea
Apanthuroides mediterranea is een pissebed uit de familie Anthuridae. De wetenschappelijke naam van de soort is voor het eerst geldig gepubliceerd in 1981 door Negoescu.